# John H. Harmanson
John Henry Harmanson (* 15. Januar 1803 in Norfolk, Virginia; † 24. Oktober 1850 in New Orleans, Louisiana) war ein US-amerikanischer Politiker. Zwischen 1845 und 1850 vertrat er den Bundesstaat Louisiana im US-Repräsentantenhaus.

## Werdegang
Nach der Grundschule absolvierte John Harmanson das Jefferson College in Washington (Mississippi). Im Jahr 1830 zog er in das Avoyelles Parish in Louisiana. Dort bewirtschaftete er eine Baumwollplantage; anschließend studierte er die Rechtswissenschaften.
Politisch schloss sich Harmanson der Demokratischen Partei an, für die er 1844 im Senat von Louisiana saß. Bei den Kongresswahlen desselben Jahres wurde er im dritten Wahlbezirk seines Staates in das US-Repräsentantenhaus in Washington, D.C. gewählt, wo er am 4. März 1845 die Nachfolge von John Bennett Dawson antrat. Nach zwei Wiederwahlen konnte er bis zu seinem Tod am 24. Oktober 1850 im Kongress verbleiben. Diese waren von den Ereignissen und den Folgen des Mexikanisch-Amerikanischen Krieges geprägt. Zwischen 1845 und 1847 war Harmanson Vorsitzender des Ausschusses zur Überprüfung der Ausgaben des Postministeriums. Er wurde auf dem Friedhof der Moreau-Plantage im Pointe Coupee Parish beigesetzt.